# VTB United League 2016-17
La VTB United League 2016-17 fue la novena edición de la VTB United League, competición internacional de baloncesto creada con el objetivo de unir las ligas nacionales de los países del Este de Europa en una única competición. Es también la cuarta edición que funciona además como el primer nivel del baloncesto en Rusia a efectos de clasificación para competiciones europeas. Participaron 13 equipos, tres menos que en la edición anterior. El campeón fue el CSKA Moscú, que lograba así su octavo título.

## Equipos
Los equipos del VITA Tbilisi, Bisons Loimaa y ČEZ Nymburk abandonaron la liga, tras haber participado en la temporada 2015–16. El Parma Perm de la Russian Basketball Super League se unió a la liga.
El 30 de agosto de 2016, la liga anunció que el BC Krasny Oktyabr no jugaría la siguiente temporada, debido a que su pabellón no fue homologado para albergar este tipo de eventos.
A causa de esos cambios, el número de equipos de se redujo a 13.
| Equipo             | Ciudad           | Pabellón                      | Capacidad |
| ------------------ | ---------------- | ----------------------------- | --------- |
| Astana             | Astana           | Saryarka Velodrome            | 9,270     |
| Avtodor Saratov    | Saratov          | Kristall Ice Sports Palace    | 6,100     |
| CSKA Moscú         | Moscú            | Universal Sports Hall CSKA    | 5,500     |
| Enisey Krasnoyarsk | Krasnoyarsk      | Arena Sever                   | 4,000     |
| Kalev/Cramo        | Tallinn          | Saku Suurhall Arena           | 7,000     |
| Khimki             | Khimki           | Basketball Center             | 6,000     |
| Lokomotiv Kuban    | Krasnodar        | Basket-Hall                   | 7,500     |
| Nizhny Novgorod    | Nizhny Novgorod  | Trade Union Sport Palace      | 5,600     |
| Parma              | Perm             | Universal Sports Palace Molot | 7,000     |
| Tsmoki Minsk       | Minsk            | Minsk Arena                   | 15,000    |
| UNICS              | Kazán            | Basket Hall Arena             | 7,500     |
| VEF Rīga           | Rīga             | Arēna Rīga                    | 12,500    |
| Zenit              | Saint Petersburg | Sibur Arena                   | 7,044     |

## Temporada regular

### Clasificación
| Pos. | Equipo                 | PJ | G  | P  | PF   | PC   | DP   | Pts | Clasificación              |
| ---- | ---------------------- | -- | -- | -- | ---- | ---- | ---- | --- | -------------------------- |
| 1    | CSKA Moscú             | 24 | 22 | 2  | 2274 | 1782 | +492 | 46  | Clasificados para Playoffs |
| 2    | Zenit Saint Petersburg | 24 | 21 | 3  | 2187 | 1930 | +257 | 45  | Clasificados para Playoffs |
| 3    | Khimki                 | 24 | 19 | 5  | 2108 | 1895 | +213 | 43  | Clasificados para Playoffs |
| 4    | Lokomotiv Kuban        | 24 | 19 | 5  | 1959 | 1688 | +271 | 43  | Clasificados para Playoffs |
| 5    | UNICS                  | 24 | 15 | 9  | 2136 | 2021 | +115 | 39  | Clasificados para Playoffs |
| 6    | Enisey                 | 24 | 13 | 11 | 1974 | 2041 | −67  | 37  | Clasificados para Playoffs |
| 7    | VEF Rīga               | 24 | 11 | 13 | 1857 | 1961 | −104 | 35  | Clasificados para Playoffs |
| 8    | Astana                 | 24 | 9  | 15 | 1806 | 1930 | −124 | 33  | Clasificados para Playoffs |
| 9    | Nizhny Novgorod        | 24 | 8  | 16 | 2051 | 2173 | −122 | 32  |                            |
| 10   | Avtodor Saratov        | 24 | 8  | 16 | 2073 | 2184 | −111 | 32  |                            |
| 11   | Kalev/Cramo            | 24 | 5  | 19 | 1876 | 2109 | −233 | 29  |                            |
| 12   | Tsmoki Minsk           | 24 | 5  | 19 | 1757 | 1987 | −230 | 29  |                            |
| 13   | Parma                  | 24 | 1  | 23 | 1840 | 2197 | −357 | 25  |                            |

 Fuente: VTB United League

### Resultados
| Casa╲ Fuera            | AST   | AVT    | CSK     | ENI    | KAL    | KHI     | LOK   | NIZ    | PAR    | TSM    | UNI    | VEF    | ZEN    |
| Astana                 |       | 83–78  | 76–92   | 98–97  | 72–78  | 87–90   | 51–71 | 93–84  | 88–73  | 84–67  | 68–84  | 66–64  | 82–105 |
| Avtodor Saratov        | 78–79 |        | 103–104 | 94–87  | 90–63  | 109–118 | 79–88 | 95–92  | 110–99 | 88–81  | 77–84  | 96–84  | 90–96  |
| CSKA Moscú             | 81–63 | 95–80  |         | 85–63  | 100–68 | 95–79   | 83–77 | 105–78 | 98–74  | 109–74 | 92–88  | 82–51  | 105–56 |
| Enisey                 | 88–78 | 97–92  | 84–97   |        | 99–90  | 64–104  | 85–86 | 99–93  | 87–82  | 88–70  | 75–66  | 88–71  | 75–100 |
| Kalev/Cramo            | 84–67 | 86–94  | 68–87   | 82–91  |        | 77–84   | 64–95 | 87–91  | 85–79  | 79–70  | 86–110 | 74–82  | 95–98  |
| Khimki                 | 83–66 | 102–70 | 70–92   | 72–64  | 81–57  |         | 73–65 | 90–84  | 92–66  | 80–72  | 87–70  | 73–76  | 66–74  |
| Lokomotiv Kuban        | 67–59 | 79–61  | 83–74   | 66–68  | 86–75  | 84–89   |       | 88–75  | 86–61  | 81–72  | 75–64  | 107–64 | 80–83  |
| Nizhny Novgorod        | 76–72 | 110–68 | 65–101  | 80–93  | 102–81 | 90–93   | 66–93 |        | 115–94 | 102–95 | 98–112 | 74–81  | 93–97  |
| Parma                  | 65–82 | 97–101 | 55–116  | 79–81  | 72–86  | 83–87   | 71–84 | 75–84  |        | 61–67  | 98–105 | 74–81  | 86–119 |
| Tsmoki-Minsk           | 70–80 | 89–83  | 63–100  | 78–86  | 88–81  | 73–77   | 63–87 | 77–52  | 62–71  |        | 87–85  | 69–72  | 58–71  |
| UNICS                  | 83–78 | 95–83  | 91–105  | 100–56 | 104–91 | 73–98   | 77–83 | 104–81 | 89–73  | 98–71  |        | 89–84  | 84–109 |
| VEF Rīga               | 73–62 | 87–76  | 83–99   | 84–81  | 78–66  | 90–104  | 69–80 | 73–78  | 91–80  | 88–85  | 82–86  |        | 73–82  |
| Zenit Saint Petersburg | 99–72 | 89–78  | 90–77   | 94–78  | 89–73  | 114–110 | 62–68 | 101–88 | 101–72 | 84–56  | 84–95  | 90–76  |        |

Fuente: VTB United League

### Playoffs
Todas las series se jugaron al mejor de cinco encuentros, con un formato 2-2-1. Comenzaron el 1 de mayo y finalizaron el 13 de junio.
|  | Cuartos de final 1–12 de mayo | Cuartos de final 1–12 de mayo | Cuartos de final 1–12 de mayo |                 |   | Semifinales 25 de mayo–4 de junio | Semifinales 25 de mayo–4 de junio | Semifinales 25 de mayo–4 de junio |  |   | Finales 8–13 de junio | Finales 8–13 de junio | Finales 8–13 de junio |  |
|  |                               |                               |                               |                 |   |                                   |                                   |                                   |  |   |                       |                       |                       |  |
|  |                               |                               |                               |                 |   |                                   |                                   |                                   |  |   |                       |                       |                       |  |
|  | 1                             | CSKA Moscú                    | 3                             |                 |   |                                   |                                   |                                   |  |   |                       |                       |                       |  |
|  | 1                             | CSKA Moscú                    | 3                             |                 |   |                                   |                                   |                                   |  |   |                       |                       |                       |  |
|  | 8                             | Astana                        | 0                             |                 |   |                                   |                                   |                                   |  |   |                       |                       |                       |  |
|  | 8                             | Astana                        | 0                             |                 | 1 | CSKA Moscú                        | 3                                 |                                   |  |   |                       |                       |                       |  |
|  |                               |                               |                               |                 | 1 | CSKA Moscú                        | 3                                 |                                   |  |   |                       |                       |                       |  |
|  |                               |                               | 4                             | Lokomotiv Kuban | 0 |                                   |                                   |                                   |  |   |                       |                       |                       |  |
|  | 4                             | Lokomotiv Kuban               | 4                             | Lokomotiv Kuban | 0 | 3                                 |                                   |                                   |  |   |                       |                       |                       |  |
|  | 4                             | Lokomotiv Kuban               |                               |                 |   |                                   |                                   |                                   |  |   |                       |                       |                       |  |
|  | 5                             | UNICS                         | 1                             |                 |   |                                   |                                   |                                   |  |   |                       |                       |                       |  |
|  | 5                             | UNICS                         | 1                             |                 |   |                                   |                                   |                                   |  | 1 | CSKA Moscú            | 3                     |                       |  |
|  |                               |                               |                               |                 |   |                                   |                                   |                                   |  | 1 | CSKA Moscú            | 3                     |                       |  |
|  |                               |                               | 3                             | Khimki          | 0 |                                   |                                   |                                   |  |   |                       |                       |                       |  |
|  | 2                             | Zenit Saint Petersburg        | 3                             | Khimki          | 0 | 3                                 |                                   |                                   |  |   |                       |                       |                       |  |
|  | 2                             | Zenit Saint Petersburg        |                               |                 |   |                                   |                                   |                                   |  |   |                       |                       |                       |  |
|  | 7                             | VEF Rīga                      | 0                             |                 |   |                                   |                                   |                                   |  |   |                       |                       |                       |  |
|  | 7                             | VEF Rīga                      | 0                             |                 | 2 | Zenit Saint Petersburg            | 2                                 |                                   |  |   |                       |                       |                       |  |
|  |                               |                               |                               |                 | 2 | Zenit Saint Petersburg            | 2                                 |                                   |  |   |                       |                       |                       |  |
|  |                               |                               | 3                             | Khimki          | 3 |                                   |                                   |                                   |  |   |                       |                       |                       |  |
|  | 3                             | Khimki                        | 3                             | Khimki          | 3 | 3                                 |                                   |                                   |  |   |                       |                       |                       |  |
|  | 3                             | Khimki                        |                               |                 |   |                                   |                                   |                                   |  |   |                       |                       |                       |  |
|  | 6                             | Enisey                        | 0                             |                 |   |                                   |                                   |                                   |  |   |                       |                       |                       |  |
|  | 6                             | Enisey                        | 0                             |                 |   |                                   |                                   |                                   |  |   |                       |                       |                       |  |
|  |                               |                               |                               |                 |   |                                   |                                   |                                   |  |   |                       |                       |                       |  |

## Cuartos de final
| Equipo 1               | Series | Equipo 2 | 1.er partido | 2.º partido | 3.er partido | 4.º partido | 5.º partido |
| ---------------------- | ------ | -------- | ------------ | ----------- | ------------ | ----------- | ----------- |
| CSKA Moscú             | 3–0    | Astana   | 77–54        | 94–74       | 91–73        | -           | -           |
| Lokomotiv Kuban        | 3–1    | UNICS    | 62–71        | 92–76       | 83–71        | 84–79       | -           |
| Zenit Saint Petersburg | 3–0    | VEF Rīga | 93–81        | 79–74       | 92–51        | -           | -           |
| Khimki                 | 3–0    | Enisey   | 91–84        | 109–81      | 89–68        | -           | -           |

## Semifinales
| Equipo 1               | Series | Equipo 2        | 1.er partido | 2.º partido | 3.er partido | 4.º partido | 5.º partido |
| ---------------------- | ------ | --------------- | ------------ | ----------- | ------------ | ----------- | ----------- |
| CSKA Moscú             | 3–0    | Lokomotiv Kuban | 101–95       | 84–71       | 74–66        | -           | -           |
| Zenit Saint Petersburg | 2–3    | Khimki          | 99–95        | 92–89       | 73–97        | 71–73       | 84–90       |

## Finales
| Equipo 1   | Series | Equipo 2 | 1.er partido | 2.º partido | 3.er partido | 4.º partido | 5.º partido |
| ---------- | ------ | -------- | ------------ | ----------- | ------------ | ----------- | ----------- |
| CSKA Moscú | 3–0    | Khimki   | 94–88        | 99–79       | 95–72        | -           | -           |

### Partido 1
| 8 de junio de 2017 | CSKA Moscú                                                    | 94–88                                 | Khimki                                                   | |  |  |
| 19:30 (UTC+3)      | Parciales: 18–13, 33–25, 27–13, 16–37                         | Parciales: 18–13, 33–25, 27–13, 16–37 | Parciales: 18–13, 33–25, 27–13, 16–37                    | |  |  |
|                    | Estadísticas De Colo 21 Kurbanov 9 Teodosić 5 Eff: De Colo 21 | Reporte Pts Reb Asts Otros            | Estadísticas Shved 18 Hummel 6 Zaitcev 6 Eff: Zaitcev 24 | Pabellón: Moscú Asistencia: 4,500 espectadores Árbitros: Saša Pukl (SLO), Oļegs Latiševs (LAT), Anton Makhlin (RUS) |  |  |
| 1–0                |                                                               |                                       |                                                          | |  |  |
|                    |                                                               |                                       |                                                          | |  |  |

### Partido 2
| 10 de junio de 2017 | CSKA Moscú                                                  | 99–79                                 | Khimki                                                    | |  |  |
| 17:00 (UTC+3)       | Parciales: 24–15, 35–28, 17–12, 23–24                       | Parciales: 24–15, 35–28, 17–12, 23–24 | Parciales: 24–15, 35–28, 17–12, 23–24                     | |  |  |
|                     | Estadísticas Teodosić 23 Hines 9 Jackson 7 Eff: Teodosić 24 | Reporte Pts Reb Asts Otros            | Estadísticas Shved 21 Sokolov 9 Zaitcev 6 Eff: Zaitcev 20 | Pabellón: Moscú Asistencia: 4,500 espectadores Árbitros: Sreten Radović (CRO), Jakub Zamojski (POL), Semen Ovinov (RUS) |  |  |
| 2–0                 |                                                             |                                       |                                                           | |  |  |
|                     |                                                             |                                       |                                                           | |  |  |

### Partido 3
| 13 de junio de 2017 | Khimki                                                    | 72–95                                 | CSKA Moscú                                                                      | |  |  |
| 19:30 (UTC+3)       | Parciales: 12–34, 22–22, 18–23, 20–16                     | Parciales: 12–34, 22–22, 18–23, 20–16 | Parciales: 12–34, 22–22, 18–23, 20–16                                           | |  |  |
|                     | Estadísticas Shved 17 Sokolov 7 Rowland 7 Eff: Rowland 17 | Reporte Pts Reb Asts Otros            | Estadísticas De Colo 20 Khryapa, Kurbanov 5 Teodosić 5 Eff: De Colo, Higgins 19 | Pabellón: Khimki Asistencia: 3,500 espectadores Árbitros: Ilija Belošević (SRB), Fernando Rocha (POR), Alexey Davydov (RUS) |  |  |
| 0–3                 |                                                           |                                       |                                                                                 | |  |  |
|                     |                                                           |                                       |                                                                                 | |  |  |

## Clasificación final
| Pos. | Equipo                   | PJ | G  | P  | PF   | PC   | DP   | Pts | Clasificación o descenso           |
| ---- | ------------------------ | -- | -- | -- | ---- | ---- | ---- | --- | ---------------------------------- |
| 1    | CSKA Moscú (C)           | 33 | 31 | 2  | 3083 | 2454 | +629 | 64  | Clasificados para Euroliga         |
| 2    | Khimki Moscú             | 35 | 25 | 10 | 3080 | 2835 | +245 | 60  | Clasificados para Euroliga         |
| 3    | Zenit de San Petersburgo | 31 | 26 | 5  | 2870 | 2580 | +290 | 57  | Clasificados para EuroCup          |
| 4    | Lokomotiv Kuban          | 31 | 22 | 9  | 2512 | 2244 | +268 | 53  | Clasificados para EuroCup          |
| 5    | UNICS Kazán              | 28 | 16 | 12 | 2433 | 2342 | +91  | 44  | Clasificados para EuroCup          |
| 6    | Enisey                   | 27 | 13 | 14 | 2207 | 2330 | −123 | 40  | Clasificados para Champions League |
| 7    | VEF Riga                 | 27 | 11 | 16 | 2063 | 2225 | −162 | 38  |                                    |
| 8    | Astana                   | 27 | 9  | 18 | 2007 | 2192 | −185 | 36  |                                    |
| 9    | Nizhni Nóvgorod          | 24 | 8  | 16 | 2051 | 2173 | −122 | 32  | Clasificados para Champions League |
| 10   | Avtodor Saratov          | 24 | 8  | 16 | 2073 | 2184 | −111 | 32  | Clasificados para Champions League |
| 11   | Kalev/Cramo              | 24 | 5  | 19 | 1876 | 2109 | −233 | 29  |                                    |
| 12   | Tsmoki-Minsk             | 24 | 5  | 19 | 1757 | 1987 | −230 | 29  |                                    |
| 13   | Parma Basket             | 24 | 1  | 23 | 1840 | 2197 | −357 | 25  |                                    |

 Fuente: 

## Galardones

### Galardones de la temporada
MVP
- Alexey Shved – Khimki

MVP de los Playoffs
- Nando de Colo – CSKA Moscú

Máximo anotador
- Nick Minnerath – Avtodor Saratov

Mejor Jugador Joven
- Ivan Ukhov – Parma

Jugador Defensivo del Año
- Nikita Kurbanov – CSKA Moscú

Mejor Sexto Hombre del Año
- Suleiman Braimoh – Enisey

Entrenador del Año
- Dimitrios Itoudis – CSKA Moscú

### MVP del mes
| Mes       | Jugador          | Equipo                 | Ref.   |
| 2016      | 2016             | 2016                   | 2016   |
| --------- | ---------------- | ---------------------- | ------ |
| Octubre   | Keith Langford   | UNICS                  | [ 11 ] |
| Noviembre | Alexey Shved     | Khimki                 | [ 12 ] |
| Diciembre | Andrey Zubkov    | Lokomotiv Kuban        | [ 13 ] |
| 2017      |                  |                        |        |
| Enero     | Sergey Karasev   | Zenit Saint Petersburg | [ 14 ] |
| Febrero   | Alexey Shved (2) | Khimki                 | [ 15 ] |
| Marzo     | Stefan Marković  | Zenit Saint Petersburg | [ 16 ] |
| Abril     | Kevin Jones      | Lokomotiv Kuban        | [ 17 ] |